# Nastja
Nastja (russisk: Настя) er en russisk spillefilm fra 1993 af Georgij Danelija.

## Medvirkende
- Polina Kutepova som Nastja
- Irina Markova
- Valerij Nikolajev som Aleksandr Pitjugin
- Jevgenij Leonov som Jakov Aleksejevitj
- Aleksandr Abdulov som Teterin